# Google Pixel Watch 2
Pixel Watch 2，於2023年10月4日在年度Made by Google活動中正式發表，並於2023年10月12日正式上市。搭載Wear OS 4.0 的智能型手表，由Google設計，並由仁寶集團代工生產，與前一代Google Pixel Watch外型形狀相似。

## 規格

### 硬體規格
Pixel Watch 2 採用 100% 再生鋁合金的外殼，使得手錶重量減少了 10%，讓配戴手感輕巧、舒適。 處理器採用高通SnapdragonSW5100(SoC)。 新增圓形陣列傳感器、心律感測器、皮膚表面溫度感測器(可追蹤睡眠狀態)、皮膚電活動感測器(以汗水評估配戴者情緒) 。充電速度有明顯升級。

### 軟體技術
Pixel Watch 2 搭載的是Wear OS 4.0 。結合了Fitbit許多技術::個人安全功能(緊急位置共享、安全檢查、安全訊息、車禍偵測)
| 材質               | 再生鋁合金                                                                            |        |        |
| 螢幕(顯示器)       | AMOLED 螢幕 (320 ppi) (螢幕亮度最高 1000 nit)                                         |        |        |
| 系統晶片           | Qualcomm 5100                                                                         |        |        |
| 記憶體             | 2 GB                                                                                  |        |        |
| 儲存空間           | 32 GB                                                                                 |        |        |
| 電池容量           | 306 mAh                                                                               |        |        |
| 防水防塵等級       | 5 ATM (IP68)                                                                          |        |        |
| 配色               | \| 金屬銀 \| 霧黑色 \| 香檳金 \| 金屬銀 \| \| 海灣藍 \| 曜石黑 \| 霧灰色 \| 陶瓷米 \| |        |        |
| 初始作業系統       | Wear OS 4.0                                                                           |        |        |
| 支援的最新作業系統 | Wear OS 4.0                                                                           |        |        |
|                    |                                                                                       |        |        |
| 金屬銀             | 霧黑色                                                                                | 香檳金 | 金屬銀 |
| 海灣藍             | 曜石黑                                                                                | 霧灰色 | 陶瓷米 |